# Bourges (Fluss)
Die Bourges  ist ein Fluss in Frankreich, der im Département Ardèche in der Region Auvergne-Rhône-Alpes verläuft. Ihr Quellbach Ruisseau des Chabottes entspringt in den Cevennen, im südlichen Gemeindegebiet von Lachamp-Raphaël. Der Fluss entwässert im Oberlauf in nordwestlicher Richtung, dreht dann generell auf Süd, durchquert auf seinem Lauf den Regionalen Naturpark Monts d’Ardèche und mündet nach rund 19 Kilometern unterhalb von Saint-Pierre-de-Colombier als linker Nebenfluss in die Fontolière.

## Sehenswürdigkeiten
Im Oberlauf befinden sich die Cascade du Ray-Pic, ein 30 Meter hoher Doppelwasserfall im Basaltgestein.

## Orte am Fluss
- Lachamp-Raphaël
- Péreyres
- Burzet
- Saint-Pierre-de-Colombier